# Bajer
Bajer (Bair, Bayer) – polski herb szlachecki, odmiana herbu Leliwa, z nobilitacji.

## Opis herbu
Opis zgodnie z klasycznymi regułami blazonowania:
W polu błękitnym półksiężyc złoty z gwiazdą pięciopromienną między rogami. Klejnot: Lew złoty, wspięty, trzymający godło. Labry błękitne, podbite złotem.

## Najwcześniejsze wzmianki
Nadany w 1678 roku Andrzejowi Ignacemu Bajerowi.

## Herbowni
Bajer – Bair – Bayer.